# Gunja (métro de Séoul)
Gunja est une station sur la ligne 5 et la ligne 7 du métro de Séoul, dans l'arrondissement de Gwangjin-gu.